# 676년

## 연호
- 당(唐) 상원(上元) 3년 / 의봉(儀鳳) 원년

## 기년
- 당(唐) 고종(高宗) 27년
- 신라(新羅) 문무왕(文武王) 16년

## 사건
- 나당 전쟁에서 신라가 당나라의 안동도호부를 랴오둥반도로 추방. 그 해 11월 금강 하구의 기벌포에서 당나라의 수군을 섬멸하여 신라의 삼국통일이 완성됨.
- 11월 2일 - 교황 도노, 78대 로마 교황으로 취임.

## 사망
- 6월 17일 - 교황 아데오다토 2세, 77대 로마 교황.